# Gymnodamaeus veriornatus
Gymnodamaeus veriornatus – gatunek roztocza z kohorty mechowców i rodziny Gymnodamaeidae.
Gatunek ten został opisany w 1961 roku przez Harolda Higginsa na podstawie okazów z Utah.
Mechowiec o ciele długości od 0,84 do 0,93 mm i szerokości od 0,5 do 0,54 mm. Ubarwiony rudobrązowo z wzorem grzbietowym o granicach grubszych niż u G. ornatus. Hysterosoma i kamerostom owalne. Tarczki genitalne i analne stykają się na całej długości. Organa pseudostigmatica krótsze niż u G. ornatus.
Gatunek znany z zachodniej Nearktyki, gdzie spotykany jest wśród martwych liści w leśnej ściółce.